# Доналд Бейли
Сър Доналд Бейли (на английски: Donald Bailey) е британски строителен инженер.
Той изобретява моста Бейли, сглобяема фермова конструкция, изиграла важна роля в Италианската кампания по време на Втората световна война.